# Кухињска мензура
Кухињска мензура је кухињски прибор који се првенствено користи за мерење запремине течних, као што су вода и млеко, или тежине чврстих састојака за кување као што су брашно и шећер, посебно за запремине од око 50 мл навише. Мензуре у домаћинству се такође користе за мерење прашка за прање веша, течних детерџената и избељивача за прање веша. 
Мензуре могу бити направљене од пластике, стакла или метала. Садржај транспарентне мензуре се може очитати са спољне скале, а металне само са скале означене са унутрашње стране.

## Капацитет и количине
Мензуре обично имају капацитет од 250 мл (приближно 1 шоља) до 1000 мл (приближно 4 шоље), мада су веће величине такође доступне за комерцијалну употребу. Обично имају ознаке на скали на различитим висинама: супстанца која се мери додаје се у мензуру док не достигне жељени ниво. Понекад се користе мензуре за суво мерење без ваге, у сетовима од 1/4, 1/3, 1/2 и 1 шоље. Шоље за мерење течности обично су безбедне за загревање у микроталасној пећници. 
У новије време користе се и дигиталне ваге мензуре, које мере до 1,2 литра течности односно 2 кг тежине сувих састојака. 
Постоје и мензуре са две коморе које могу мерити од 5 мл (1/6 шоље) до 1 литра (4 шоље), а две коморе омогућавају истовремено мерење две различите течности. 
Постоје и сетови кашичица и кашика са ознакама за приближну тежину одређених супстанци, као што су брашно и шећер.

## За суве састојке
Многи суви састојци, као што је гранулирани шећер, нису јако стишљиви, тако да су запреминске мере тачне. Други, посебно брашно, су варијабилнији. На пример, 1 шоља вишенаменског брашна просејаног у шољу и поравнатог тешка је око 100 грама, док је 1 шоља вишенаменског брашна извучена из посуде и поравната тешка око 140 грама. 
Коришћење мензуре за мерење расуте хране која се може компримовати у променљивом степену, као што је сецкано поврће или сецкани сир, доводи до великих мерних нетачности. У дисциплинама кувања као што је пекарство, где су тачна мерења важна, састојци се уместо тога мере на ваги.